# Gee
Gee е песен на южнокорейската група Гърлс Дженерейшън от албума Gee реализиран на 5 януари, 2009.Gee е една от най-гледаните кей поп песни в Ютюб като за групата е първият голям хит, която им затвърждава мястото в корейската развлекателна индустрия. Песента е високо енергична изразяваща любовта на 9-те момичета от бандата.
Песента става популярна в Южна Корея и Япония и заема първи позиции в класациите на двете страни. Сингълът става един от най-продаваните В Южна Корея.

Клипа се развива в магазин за дрехи като тогава 9-членната банда отначало са представени като манекени. След затварянето на магазина те отсъпват от мястото си и започват да танцуват и радват на дрехите в магазина също както и да пеят за любимия си ролята, която играе е на Минхо от идол групата Шайни.

## Позиции

### Класация „Гаон“ (Южна Корея)
| наименование                      | позиция |
| --------------------------------- | ------- |
| Yearly International Albums Chart | 8       |
| Monthly Albums Chart              | 3       |
| Weekly Albums Chart               | 3       |
| Singles Chart                     | 1       |
| 2009 Year-End Singles Charts      | 1       |

### Класация „Орикон“ (Япония)
| наименование          | позиция |
| --------------------- | ------- |
| Yearly Singles Chart  | 49      |
| Monthly Singles Chart | 7       |
| Weekly Singles Chart  | 2       |
| Daily Singles Chart   | 2       |